# オータジマ
オータジマとは日本の競走馬である。1959年春の中山大障碍に優勝した。

## 出自
父は皐月賞、菊花賞を制した二冠馬トサミドリ。種牡馬としてはオータジマの他にハルボー、トサキング、フエニツクス、ライトリアの計5頭が大障害に優勝しており、これはモガミに次ぐ第2位となっている。母は1948年の農林省賞典(現・皐月賞)に優勝したヒデヒカリである。

## 経歴

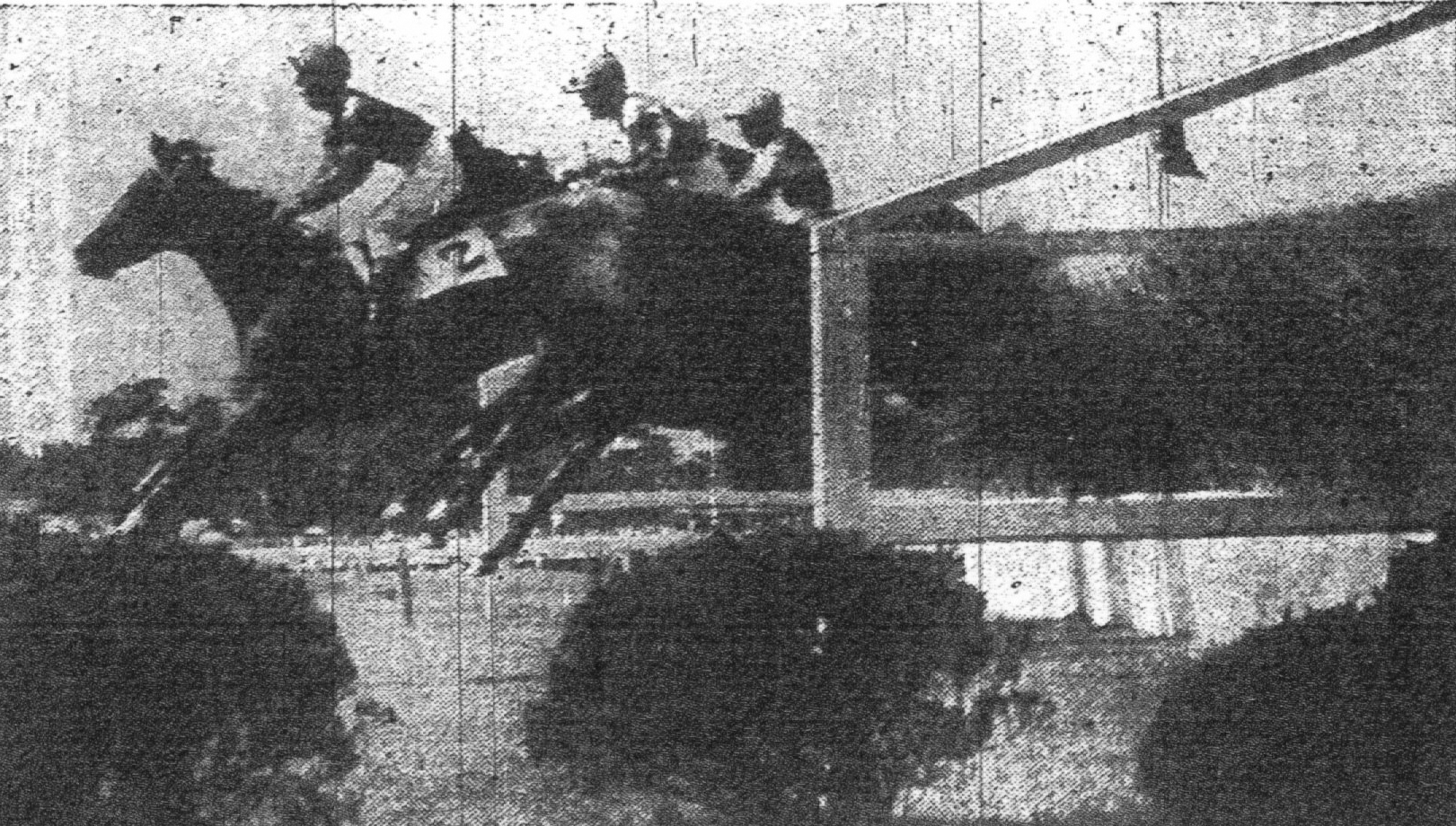
中山大障碍（春）
大竹柵を飛越する各馬。手前からオータジマ、バイホウ、イチイチ

1957年に地方公営でデビューし数回勝利した後に中央競馬に移籍。同年12月の中山から中央の競走に出走した。翌年3月までに8戦して全て5着以下と不振だったが、5月に11戦目にして初勝利を挙げた。その後7月までに5戦1勝の成績を残し、9月の東京開催から障害競走に転じた。
障害初戦は同じ4歳馬のホリホツクから1.3秒差の3着に敗れたが、2戦目の四歳馬障碍から3連勝して11月の東京障碍特別に出走した。4頭立てという少頭数の競走となり、障害入り8戦6勝で4歳馬にして秋の大障碍2着のホリホツクが圧倒的1番人気。そして春の東京障碍特別の優勝馬イシカリが2番人気、ホリホツクはイサミオーと同票の3番人気だった。しかし、レースではホリホツクが開始早々襷の生垣で飛越が遠く騎手が落馬、最初の障害で3頭立てとなった。その後はイシカリが逃げる展開になったが、オータジマが最後の直線で抜き去って1馬身3/4差で勝利した。
2週間後の東京の障碍オープンでも同斤でホリホツクに勝利したが、優勝戦ではホリホツクに2馬身半敗れて連勝が5でストップ。続く中山の障碍オープンでもホリホツクに敗れたが、年末から再び4連勝を記録して4月には京都大障碍を目指して西下した。しかし、前哨戦となった京都競馬場の障碍特別で2周目の空堀飛越で後肢を落として負傷し4着に敗れると、結局京都大障碍は自重して中山に戻った。その後東京で3戦2勝という成績で、6月末の中山大障碍に向かった。
中山大障碍はこの年から着外賞が10万円に増額されたこともあり、第1回以来最大でも8頭立てだった大障碍が11頭という多頭数で行われた。1番人気は春の京都大障碍に勝ったイチイチで、2番人気にオータジマ、前走中山でイチイチを破ったタカヒロが3番人気となった。スタートは1度目はバリアーが上がったがヨドノカゼらが出遅れてカンパイ、2度目は揃ってスタートし、コンリユウ、ブルーが他馬を引き離して逃げ、オータジマ、バイホウ、イチイチ、タカヒロらが中段を形成する展開となった。大竹柵でオータジマは着地が悪く、腰がくだけたが持ち直した。大土塁手前でコンリユウが先頭に立ったが、ブルーが3角で抜き返して最終障害を飛越。しかしここからオータジマが進出し、直線手前でコンリユウを捕え、直線でブルーを競り落として優勝した。
オータジマは大障害の3週間後の7月17日に中央競馬の登録を抹消して大井競馬場に移籍。2ヶ月後の日本テレビ盃に勝ち、1961年4月にはオールカマー1マイルハンデで後に天皇賞・春、有馬記念に優勝したオンスロートに勝つなどの成績を挙げた。
その後1962年から1964年に掛けて東海公営で出走。1962年10月23日東海キング競走では当時の名古屋1900mレコードタイムを更新して勝利するなど42戦3勝の成績を残した。

## エピソード
- 非常に小柄な馬であり馬体重は350kgほどしかなかった。なお、当時は馬体重の発表はしておらず、馬体重発表後の中央競馬最低馬体重勝利記録はメロディーレーンの338kgである。
- 障害18戦12勝という成績の割に1番人気が7回と少ないが、これはその内10戦でホリホツクと対戦し、その全てでホリホツクが1番人気となったためである。
- オータジマの大障害のタイムは4分43秒フラットと、前年秋ケニイモアのレコードより1.8秒速かったが、レコードとしては認められていない。これは当時のバリアーが固定式のため、仮柵を置くと計測開始位置までの助走距離が延びてしまい速い時計が記録されるからである。しかし障害競走では計測開始位置が変わらない。よって、オータジマの場合、助走距離は変わらず、本馬場の5mの仮柵により数メートル余計に走ったのにもかかわらずレコードにならなかった。

## 血統表
| オータジマの血統（ブランドフォード系 / Rock Sand 4×5=9.38%、Desmond 5×5=6.25%、Donovan 5×5=6.25%、Orby 5×5=6.25%（母内）、Sunstar 5×5=6.25%（母内）） | オータジマの血統（ブランドフォード系 / Rock Sand 4×5=9.38%、Desmond 5×5=6.25%、Donovan 5×5=6.25%、Orby 5×5=6.25%（母内）、Sunstar 5×5=6.25%（母内）） | オータジマの血統（ブランドフォード系 / Rock Sand 4×5=9.38%、Desmond 5×5=6.25%、Donovan 5×5=6.25%、Orby 5×5=6.25%（母内）、Sunstar 5×5=6.25%（母内）） | （血統表の出典）   | （血統表の出典） |
| 父 トサミドリ 1946 鹿毛 | 父の父*プリメロ Primero 1931 鹿毛 | Blandford | Swynford           | Swynford         |
| 父 トサミドリ 1946 鹿毛 | 父の父*プリメロ Primero 1931 鹿毛 | Blandford | Blanche            |                  |
| 父 トサミドリ 1946 鹿毛 | 父の父*プリメロ Primero 1931 鹿毛 | Athasi | Farasi             | Farasi           |
| 父 トサミドリ 1946 鹿毛 | 父の父*プリメロ Primero 1931 鹿毛 | Athasi | Athgreany          |                  |
| 父 トサミドリ 1946 鹿毛 | 父の母*フリッパンシー Flippancy 1924 鹿毛 | Flamboyant | Tracery            | Tracery          |
| 父 トサミドリ 1946 鹿毛 | 父の母*フリッパンシー Flippancy 1924 鹿毛 | Flamboyant | Simonath           |                  |
| 父 トサミドリ 1946 鹿毛 | 父の母*フリッパンシー Flippancy 1924 鹿毛 | Slip | Robert Le Diable   | Robert Le Diable |
| 父 トサミドリ 1946 鹿毛 | 父の母*フリッパンシー Flippancy 1924 鹿毛 | Slip | Snip               |                  |
| 母 ヒデヒカリ 1945 鹿毛 | 母の父*ダイオライト Diolite 1927 黒鹿毛 | Diophon | Grand Parade       | Grand Parade     |
| 母 ヒデヒカリ 1945 鹿毛 | 母の父*ダイオライト Diolite 1927 黒鹿毛 | Diophon | Donnetta           |                  |
| 母 ヒデヒカリ 1945 鹿毛 | 母の父*ダイオライト Diolite 1927 黒鹿毛 | Needle Rock | Rock Sand          | Rock Sand        |
| 母 ヒデヒカリ 1945 鹿毛 | 母の父*ダイオライト Diolite 1927 黒鹿毛 | Needle Rock | Needlepoint        |                  |
| 母 ヒデヒカリ 1945 鹿毛 | 母の母アステリモア 1935 黒鹿毛 | *シアンモア | Buchan             | Buchan           |
| 母 ヒデヒカリ 1945 鹿毛 | 母の母アステリモア 1935 黒鹿毛 | *シアンモア | Orlass             |                  |
| 母 ヒデヒカリ 1945 鹿毛 | 母の母アステリモア 1935 黒鹿毛 | *アステリヤ | Othello            | Othello          |
| 母 ヒデヒカリ 1945 鹿毛 | 母の母アステリモア 1935 黒鹿毛 | *アステリヤ | Astafieva F-No.1-w |                  |